# Александрова Олена Анатоліївна
Олена Анатоліївна Александрова (17 грудня 1950 року, Ленінград, СРСР) — фігуристка з СРСР, чемпіонка СРСР 1970 року в жіночому одиночному фігурному катанні. Майстер спорту СРСР. Закінчила ЛДПІ.

## Спортивні досягнення
| Змагання / Сезони    | 1966—1967 | 1967—1968 | 1968—1969 | 1969—1970 | 1970—1971 | 1971—1972 |
| -------------------- | --------- | --------- | --------- | --------- | --------- | --------- |
| Чемпіонати світу     |           |           |           | 14        | 11        |           |
| Чемпіонати Європи    |           |           |           | 7         | 8         | 10        |
| Чемпіонати СРСР      | 4         | 3         | 3         | 1         | 2         |           |
| «Московские новости» |           |           |           | 2         |           |           |